# Oratorio di Vicolo del Cedro
Oratorio di Vicolo del Cedro är ett dekonsekrerat oratorium vid Vicolo del Cedro i Rione Trastevere i Rom.
Oratoriet tillhörde de oskodda karmeliternunnorna vid det närbelägna klostret Sant'Egidio. Klostret exproprierades av italienska staten år 1873 och oratoriet fick förfalla.
Fasaden är mycket enkel med ett oxöga ovanför portalen. Fasaden avslutas med ett triangulärt pediment med ett kors.

### Webbkällor
- ”Oratorio di via del Cedro”. info.roma.it. http://www.info.roma.it/monumenti_dettaglio.asp?ID_schede=1864. Läst 7 maj 2016.
- ”Oratorio di Vicolo del Cedro”. Churches of Rome Wiki. http://romanchurches.wikia.com/wiki/Oratorio_di_Vicolo_del_Cedro. Läst 7 maj 2016.